# Đặng Văn Chấn
Đặng Văn Chấn là Thiếu tướng Công an nhân dân Việt Nam. Ông hiện giữ chức vụ Phó Chủ nhiệm Ủy ban Kiểm tra Đảng ủy Công an Trung ương. Ông nguyên là Phó Tổng cục trưởng Tổng cục Cảnh sát Thi hành án hình sự và Hỗ trợ Tư pháp, Bộ Công an (Việt Nam).

## Tiểu sử
Năm 2008 -2012 Trợ lý Thương tướng Thứ trưởng Bộ công an phụ trách An ninh
Tháng 12 năm 2012, Đặng Văn Chấn là Đại tá Công an, Phó Chánh Thanh tra Bộ Công an Việt Nam.
Năm 2014, Đặng Văn Chấn là Thiếu tướng, Phó Chánh Thanh tra Bộ Công an Việt Nam.
Từ tháng 4 năm 2016 đến tháng 8 năm 2018, Đặng Văn Chấn là Thiếu tướng Công an nhân dân Việt Nam, Phó Tổng cục trưởng Tổng cục Cảnh sát Thi hành án hình sự và Hỗ trợ Tư pháp, Bộ Công an (Việt Nam).
Từ tháng 10 năm 2019 đến tháng 3 năm 2020, Đặng Văn Chấn giữ chức vụ Phó Chủ nhiệm Ủy ban Kiểm tra Đảng ủy Công an Trung ương.

## Tác phẩm
- Bài báo "Tăng cường công tác kiểm tra, giám sát của Đảng, góp phần bảo vệ tổ chức đảng và cán bộ, đảng viên trong lực lượng Công an nhân dân", Tạp chí Quốc phòng Toàn dân số 11-2019[5]